# Herbert L. Edlin
Herbert Leeson Edlin, MBE (* 29. Januar 1913 in Manchester, England; † 25. Dezember 1976), in Publikationen meist Herbert L. Edlin oder Herbert Edlin, war ein britischer Botaniker, Forstwissenschaftler und Sachbuchautor.

## Leben
Edlin war das vierte Kind und der einzige Sohn von Herbert Ebenezer und Nellie Edlin, geborene Leeson. Sein Vater war Arzt. Nach der Absolvierung der Manchester Grammar School erwarb er 1933 den Bachelor of Science an der University of Edinburgh und 1934 das Diplom in Forstwissenschaft an der University of Oxford. Von 1935 bis 1940 arbeitete er als Tropenlandwirt auf Kautschukplantagen in British Malaya. Von 1940 bis 1945 war er für die Forestry Commission Bezirksbeamter im New Forest. Im Juni 1941 heiratete er Margaret Pritchard. Aus dieser Ehe gingen zwei Söhne hervor. Von 1945 bis 1976 war er Pressesprecher bei der Forestry Commission. Von 1950 bis 1976 war er als außerordentlicher Lecturer für Naturschutz für die Universität London tätig. Von 1974 bis 1976 war er Vorsitzender der South Eastern Division der Royal Forestry Society und er war zeitweise Wirtschaftsredakteur bei der Zeitschrift Forestry.
Im Rahmen der Queen’s Birthday Honours wurde Edlin im Jahr 1970 zum Member of the Order of the British Empire (MBE) ernannt.

## Schriften
- British Woodland Trees, Batsford, 1944.
- Forestry and Woodland Life, Batsford, 1947.
- Woodland Crafts in Britain: An Account of the Traditional Uses of Trees and Timbers in the British Countryside, Batsford, 1949
- British Plants and Their Uses, Batsford, 1951.
- The Changing Wild Life of Britain, Batsford, 1952.
- The Forester’s Handbook, Thames & Hudson, 1953.
- mit Maurice Nimmo: Tree Injuries: Their Causes and Their Prevention, Thames & Hudson, 1956.
- mit Maurice Nimmo: Treasury of Trees, Countrygoer Books, 1956.
- Trees, Woods and Man, Collins, 1956
- England’s Forests: A Survey of the Woodlands Old and New in the English and Welsh Counties, Faber, 1958.
- The Living Forest: A History of Trees and Timbers, Thames & Hudson, 1958.
- Wild Life of Wood and Forest, Hutchinson, 1960.
- Glamorgan Forests, H. M. Stationery Office, London, England, 1961.
- Forestry in Great Britain: A Review of Progress to 1964, Forestry Commission, London, England, 1964.
- Know Your Conifers, H.M.S.O., 1965
- Forestry, Hale, London, England, 1966.
- Collins Guide to Tree Planting and Cultivation, Collins, London, England, 1970.
- Man and Plants, Aldus Books, 1967 (deutsch: Mensch und Pflanze, Übersetzung: Margaret Auer, Brockhaus, 1969).
- Know Your Broadleaves, H.M.S.O., 1968.
- Timber! Your Growing Investment, H.M.S.O., 1969.
- Forests of Central and Southern Scotland, H.M.S.O., 1969.
- What Wood Is That: A Manual of Wood Identification, Viking, 1969
- Collins Guide to Tree Planting and Cultivation, Collins, 1970
- The Public Park, Routledge & Kegan Paul, 1971.
- Atlas of Plant Life, Aldus Books, 1973. (deutsch: Atlas der Pflanzen, Übersetzung: Sabine Goehrmann, Neuer Tessloff-Verlag, Hamburg, 1974)
- Trees and Timbers, Routledge & Kegan Paul, 1973.
- mit Maurice Nimmo: The World of Trees, Bounty Books, 1974.
- The Observer’s Book of Trees, Warne, 1975, Scribner, 1979.
- Forests of North-East Scotland, H.M.S.O., 1976
- Trees and Man, Columbia University Press, 1976 (in England 1976 unter dem Titel The Natural History of Trees beim Verlag Weidenfield & Nicolson veröffentlicht).
- The Tree Key: A Guide to Identification in Garden, Field, and Forest, Scribner, 1978.
- mit Maurice Nimmo: The Illustrated Encyclopedia of Trees, Timbers and Forests of the World, Harmony Books, 1978. (deutsch: BLV Bildatlas der Bäume, Übersetzung: Klaus-Jürgen Lang und Dietger Grosser, BLV Verlagsgesellschaft, München, Wien, Zürich, 1983)